# 本图拉达
本图拉达，是西班牙马德里自治区的一个市镇。总面积10平方公里，总人口933人（2001年），人口密度93人/平方公里。